# Peabody Award
Peabody Award (dosł. Nagroda Peabody'ego), pełna nazwa: George Foster Peabody Award (dosł. Nagroda George'a Fostera Peabody'ego) – amerykańska nagroda medialna, wręczana za wybitne dokonania w przemyśle radiowym, telewizyjnym i internetowym. Historycznym ośrodkiem i miejscem jej wyłaniania jest Uniwersytet Georgii, pod dyrekcją dziekana wydziału dziennikarstwa i mediów masowych, w Athens. 

## Historia
Nagroda została powołana w 1939 r. przez amerykańskie Narodowe Stowarzyszenie Nadawców (National Association of Broadcasters), jako wyróżnienie dla wybitnych audycji radiowych. Po wybraniu przez stowarzyszenie miejsca wyłaniania nagrody, patronem (przydzielonym w 1940 r.) został przedsiębiorca i filantrop George Peabody, darczyńca uniwersytetu. Od 1948 r. nagroda obejmuje telewizję, od 1989 roku sieci kablowe, a od 2003 także szeroko rozumiane nowe media - w 2012 roku nagroda została przydzielona blogowi internetowemu.

## Ogólna charakterystyka
Odbiorcą Nagrody są osoby bądź organizacje odpowiedzialne za powstanie lub dystrybucję danego dzieła, a w szczególnych przypadkach podmioty odpowiedzialne za więcej niż jedno dzieło w ocenianym roku. Wyróżniane bywają również instytucje bądź sieci medialne, jak np. Radio BBC. Nagroda nie wyklucza nominacji dzieł nadawanych poza Stanami Zjednoczonymi, jednak w swojej historii liczba nagród przyznanych twórcom zagranicznym jest niewielka.
Nagroda Peabody'ego, w zamyśle twórców radiowy odpowiednik Nagrody Pulitzera, jest ścisłe powiązana z uniwersytetem i z tego powodu cieszy się dużym prestiżem w amerykańskim przemyśle medialnym. Zdaniem byłego członka komitetu nagrody, Fraziera Moore'a, wyróżnia się ona od np. Nagrody Emmy międzynarodową perspektywą oceniania, jurorzy zaś są restrykcyjni i reprezentują różnorodne środowiska artystyczne i różne doświadczenie. Jak podkreśla z kolei pełniący od 2001 do 2013 roku funkcję dyrektora komisji nagrody, profesor Horace Newcomb, spośród ponad tysiąca nominacji każdego roku każda współzawodniczy ze sobą na równi, a wśród oceniających panuje opinia, że posiadają "jedno kryterium, a jest nim doskonałość". 

### Ocenianie
Wczesnego lutego każdego roku około 30 komisji rozpoczyna badanie przydzielonej im części spośród ponad 1000 wszystkich zgłoszeń. Skład tych komisji tworzą wykładowcy, pracownicy oraz wybrani studenci Uniwersytetu Georgii. Po analizie składają one pisemną rekomendację dla każdego ze swoich faworytów.  Nominację może złożyć dowolna osoba, jeżeli zrobiła to przed ustalonym przez regulamin terminem oraz uiściła wyznaczoną składkę (na rok 2015 wynosiła ona 225$ dla radia i wytworów audio, 350$ dla telewizji i pozostałych mediów). Zawężone listy trafiają do kilkunastoosobowego (obecnie liczącego 17 osób), głównego ciała komisji Nagrody Peabody'ego, do którego należą przedstawiciele amerykańskich środowisk naukowych, krytyków artystycznych, dziennikarzy i specjalistów przemysłu medialnego. Jurorzy omawiają między sobą kandydatury na zasadzie wolnej dyskusji, na terenie kampusu uczelni. Ostatnie ze spotkań odbywa się pod koniec marca. By zwyciężyć, dana nominacja musi zdobyć jednogłośną aprobatę każdego z członków jury. Liczba nagród nie jest z góry określona, a zwycięzcy nie są w żaden sposób stopniowani bądź kategoryzowani. Uroczystość wręczania nagród odbywa się w Nowym Jorku późną wiosną.